# وازوپرسین
هورمون ضدادراری، هورمون آنتی‌دیورتیک (antidiuretic hormone - ADH) یا وازوپرسین (به انگلیسی: Vasopressin) موجب کاهش ادرار می‌شود. این هورمون ساختار پپتیدی داشته و از هیپوفیز خلفی (نوروهیپوفیز) آزاد می‌شود و در رده درمانی داروهای هورمونی و به اشکال دارویی آمپول موجود است.

## موارد مصرف
وازوپرسین یا هورمون ضد ادرار برای درمان دیابت بی‌مزه نوروژنیک، خونریزی از واریس‌های مری و نیز تشخیص دیابت بی‌مزه نوروژنیک از نوع نفروژنیک به کار می‌رود.

## موارد منع مصرف و احتیاط‌ها
مصرف وازوپسین در بیماری نفریت مزمن منع مصرف کامل دارد و در سالمندان، زنان باردار و بیماران قلبی باید با احتیاط مصرف شود.
طی درمان با این دارو باید وزن بیمار روزانه اندازه‌گیری شود و از نظر احتباس آب کنترل شود.

## مکانیسم اثر
این دارو با افزایش نفوذپذیری سلولی در مجاری جمع‌کننده ادرار و توبولهای دیستال کلیوی سبب افزایش بازجذب آب (در کلیه) و به دنبال آن کاهش حجم و افزایش اسمولاریته ادرار می‌شود. با مقادیر زیادتر از مقدار فیزیولوژیک وازوپرسین موجب تنگ شدن عروق خونی و نیز انقباض عضلات صاف دستگاه گوارش می‌گردد. هورمون ضد ادراری همراه با پرولاکتین به حفظ تعادل آب کمک می‌کنند.

## بیماریزایی
عدم ترشح یا کاهش ترشح این هورمون از غده هیپوفیز موجب بروز بیماری دیابت بی‌مزه نوع نوروژنیک و عدم تأثیر آن بر کلیه موجب بروز بیماری دیابت بی‌مزه نوع نفروژنیک می‌شود که نوع نوروژنیک اغلب با دسموپرسین درمان می‌شود.

## عوارض جانبی
در کودکان و افراد مسن خطر مسمومیت با آب و هیپوناترمی وجود دارد.